# Église de Suomenniemi
L'église de  Suomenniemi (en finnois : Suomenniemen kirkko) est une église située à Suomenniemi dans la commune de Mikkeli en Finlande,.

## Description
Le clocher séparé est bâti en 1777. 
Il a deux cloches datant de 1778 et de 1780.
L'ancien orgue à 12 jeux ont été livrées en 1921 par la fabrique d'orgues de Kangasala.
Le nouvel orgue à 16 jeux est fabriqué en 1983 par la fabrique d'orgues Tuomi (fi). 
Le retable Jésus bénissant les enfants est peint par Hannes Malin (fi) en 1924.